# Odelay
Odelay ist das fünfte Studioalbum des US-amerikanischen Rockmusikers Beck. Es wurde im Juni 1996 von DGC (Geffen Records) und dem Indie-Label Bong Load Records veröffentlicht. Das eklektizistische Album gilt als Meilenstein der alternativen Musik der 1990er Jahre und wurde mit zwei Grammy Awards ausgezeichnet, darunter als Bestes Alternative-Album.

## Hintergrund
Odelay wurde 1994/95 in mehreren Studios im Raum Los Angeles aufgenommen. Beck spielte den Großteil der Instrumente selber ein, wurde jedoch von Gastmusikern wie Charlie Haden am Kontrabass unterstützt. Beck war darüber hinaus an der Produktion, Abmischung und Art Direction des Albums beteiligt.
Odelay ist das zweite reguläre Studioalbum von Beck, das bei einem Majorlabel erschien. 1993 unterschrieb er einen Vertrag bei Geffen Records, 1994 erschien das Debütalbum Mellow Gold mit dem vielbeachteten Hit Loser. Im selben Jahr wurden wiederum über Indie-Labels die beiden Alben Stereopathetic Soulmanure und One Foot in the Grave veröffentlicht.
Die Bedeutung des Titels „Odelay“ ist uneindeutig. Er kann einerseits an den spanischen Ausruf Órale („Los!“) angelehnt sein, aber auch als oh delay („Verzögerung“) verstanden werden, da das Album zwei Jahre in der Produktion war.
Auf Odelay vereinte Beck Alternative Rock mit Techniken des Hip Hops wie Rap, Sampling und Turntablism. Er bezog Einflüsse und Samples aus Stilen wie Blues, Folk, Country oder Funk, aber auch aus Jazz, Easy Listening, Klassik und lateinamerikanischer Musik. Von Musikjournalisten wurde das Album als postmodern beschrieben.

## Titelliste
Bis auf die gekennzeichneten Ausnahmen stammen alle Songs aus der Feder von Beck Hansen, John King und Michael Simpson.
1. Devil’s Haircut – 3:14
2. Hotwax – 3:49
3. Lord Only Knows (Beck Hansen) – 4:14
4. The New Pollution – 3:39
5. Derelict – 4:12
6. Novacane – 4:37
7. Jack-Ass – 4:11
8. Where It’s At – 5:30
9. Minus (Beck Hansen) – 2:32
10. Sissyneck – 3:52
11. Readymade – 2:37
12. High 5 (Rock the Catskills) – 4:10
13. Ramshackle 1 (Beck Hansen) – 4:47 / 7:29

Bis auf Minus (Beck Hansen, Mario Caldato Jr., Brian Paulson) und Ramshackle (Tom Rothrock, Rob Schnapf) wurden alle Songs von
Beck und The Dust Brothers (King und Simpson) produziert.

## Samples
Das Album enthält zahlreiche Samples aus verschiedenen Musikrichtungen.
Devil’s Haircut
- I Can Only Give You Everything – Them (Re-recorded)
- Out of Sight - Them
- Soul Drums – Pretty Purdie
- Climax One – Z

Hotwax
- Song for Aretha – Pretty Purdie
- Dookey Shoe – Rasputin’s Stash
- Universal Rhythms – Mandrill
- Up on the Hill – Monk Higgins & The Specialties
- The Easiest Way to Fall – Freda Payne
- Behind the Wall of Sleep – Black Sabbath
- Jingle Bells (One Horse Open Sleigh) – James Lord Pierpont

Lord Only Knows
- Lookout for Lucy – Mike Millius
- Then It Comes – Edgar Winter

The New Pollution
- Venus – Joe Thomas
- Hallelujah, Alright, Amen – Gus Poole

Derelict
- Get Up and Dance – Freedom
- I Just Want to Celebrate – Rare Earth

Novacane
- Don’t Push It Don’t Force It – Leon Haywood
- Poème Non-Epique N° III – Catherine Ribeiro + Alpes
- (Don’t Want No) Woman – Lee Michaels
- Get Up and Dance – Freedom

Jack-Ass
- It’s All Over Now, Baby Blue – Them
- Let a Woman Be a Woman - Let a Man Be a Man – Dyke & the Blazers

Where It’s At
- Sex for Teens (Where It’s At) – Dr. Stanley Z. Daniels
- Needle to the Groove – Mantronix
- I Don’t Care If U Disrespect Me (Just So You Love Me) – The Frogs
- Military Scratch - Scratch Mix – Grand Wizard Theodore
- Get Out of My Life, Woman – Lee Dorsey

Sissyneck
- The Moog and Me – Dick Hyman
- A Part of Me – Country Funk
- Life – Sly & the Family Stone

Readymade
- Desafinado – Laurindo Almeida and The Bossa Nova All Stars
- Admit It – Rory Gallagher

High 5 (Rock the Catskills)
- Sinfonie in h-Moll – Franz Schubert
- Mr. Cool – Rasputin’s Stash
- Inside-Looking Out – Grand Funk Railroad
- Baia – Walter Wanderley

## Rezeption
Mit Odelay gewann Beck zwei Grammys in den Kategorien Best Alternative Music Album und Best Male Rock Vocal Performance für Where It’s At. Odelay war zudem als Album of the Year nominiert.
Das Album belegte 2003 Platz 305, 2012 Platz 306 und 2020 Platz 424 in der Aufstellung der 500 besten Alben aller Zeiten des Magazins Rolling Stone. Außerdem erreichte Odelay Platz 9 der 100 besten Alben der 1990er Jahre.
Der New Musical Express führt es auf Platz 371 der 500 besten Alben aller Zeiten.
In der Auswahl der 100 besten Alben des Jahrzehnts von Pitchfork belegt Odelay Platz 19.
Das Magazin Spin wählte es auf den ersten Platz der Jahresliste 1996 und auf Platz 4 der 90 besten Alben der 1990er Jahre sowie auf Platz 30 der 300 besten Alben aus dem Zeitraum 1985 bis 2014.
Das Album wurde in die 1001 Albums You Must Hear Before You Die aufgenommen.
Die deutsche Zeitschrift Musikexpress kürte Odelay zum Album des Jahres 1996.

„Like Mellow Gold, Odelay winds up touching on a number of disparate strands - folk and country, grungy garage rock, stiff-boned electro, louche exotica, old-school rap, touches of noise rock - but there’s no break-neck snap between sensibilities, everything flows smoothly, the dense sounds suggesting that the songs are a bit more complicated than they actually are.“

„Tiefer und einfühlsamer als Mellow Gold zeichnet sich Odelay durch Einflüsse und Samples aus allen möglichen Richtungen, vom Country bis zum HipHop, aus. Ein klasse Album, um sich gehen zu lassen.“

„Mit Odelay vermischte er all diese verschiedenen Ideen in ein pulsierendes Ganzes. Beck schloss sich mit den Dust Brothers zusammen, den Produzenten, die für das vibrierende Dröhnen in Paul’s Boutique der Beastie Boys verantwortlich waren. Es war eine inspirierende Verbindung: Der erste Track, Devil’s Haircut, beinhaltet ein James-Brown-Sample, fette Riffs, exzellente Beats und eine knallige Kollage aus klanglichen Tricks und Spleens.The New Pollution beginnt sehr entspannt, bevor es die Rhythmen von Taxman der Beatles aufgreift. Where It’s At ist ein funkiges Hip-Hop-Stück. Jack-Ass ist eine klappernde Country-Ballade, die auf der sublimen Them-Cover-Version des Bob Dylan-Stückes It’s All Over Now, Baby Blue aufbaut. Verwirrend vielseitig, ist Odelay der Sound eines jungen Außenseiters, der Spaß hat und seinen Weg geht.“

„Dafür, dass dieses Sammelsurium an Stilen, Instrumenten und Ideen beim unaufhaltsamen Bastler Beck tatsächlich eine endgültige Form annehmen, und somit veröffentlicht werden konnte, sorgten illustre Produzenten. Mit dabei: Tom Rothrock, Rob Schnapf vom US-Label Bongload Records und The Dust Brothers, die unter anderem für Werke von Young MC, Tone Loc und den Beastie Boys verantwortlich zeichneten. Unterm Strich entstand dabei ein großartiges Album, eine musikgeschichtliche Biographie, die zwar zurückblickt, durch die unbeschwerte Negation sämtlicher Genre-Grenzen aber zugleich kommende Nuancen der Popmusik vorwegnimmt. Zurück in die Zukunft, Beck Hansen!“

„„Odelay“ ist das Album eines unfassbaren Klugscheißers. Beck Hansen weiß alles, über HipHop und Funk, über Jazz und Countryblues – und stopft dieses Wissen in poppige Dreiminüter, als ob’s das Leichteste der Welt wär. Das macht er mit so viel Euphorie, dass er nie nervig-belehrend wirkt, sondern ansteckend.“

Das Album hat sich weltweit über 3 Millionen Mal verkauft und erreichte Platin-Status in den USA und Großbritannien.

## Deluxe Edition
Am 28. Januar 2008 veröffentlichte Geffen Records eine erweiterte Neuauflage von Odelay auf 2 CDs bzw. 4 LPs, die neben dem Originalalbum drei bislang unveröffentlichte Tracks und mehrere B-Seiten und Remixe beinhaltet. Auf der LP-Version fehlt der Hidden Track Computer Rock nach Ramshackle.
Bonustracks (CD 1)
1. Deadweight – 6:12
2. Inferno – 7:03
3. Gold Chains - 4:59

Bonustracks (CD 2)
1. Where It’s At (U.N.K.L.E. Remix) – 12:26
2. Richard’s Hairpiece (Remix by Aphex Twin) – 3:19
3. American Wasteland (Remix by Mickey P.) – 2:42
4. Clock – 3:17
5. Thunder Peel – 2:40
6. Electric Music and the Summer People – 4:38
7. Lemonade – 2:21
8. SA-5 – 1:53
9. Feather in Your Cap – 3:46
10. Erase the Sun – 2:56
11. 000.000 – 5:25
12. Brother – 4:47
13. Devil Got My Woman – 4:34
14. Trouble All My Days – 2:25
15. Strange Invitation – 4:06
16. Burro – 3:13